# Joseph Chebet
Joseph Chebet (Kenia, 23 de agosto de 1970-Eldoret, Kenia; 7 de julio de 2023) fue un deportista keniano, especializado en carreras de fondo.

## Carrera deportiva
En 1999, ganó dos de las más importantes maratones del mundo, la de Nueva York con un tiempo de 2:09:14, y la de Boston en 2:09:52. También ha ganado la maratón de Ámsterdam en 1996, y la de Viena en 2003.

## Logros
- Maratón de Nueva York (1): 1999
- Maratón de Boston (1): 1999
- Maratón de Ámsterdam (1): 1996
- Maratón de Torino (1): 1997
- Maratón de Viena (1): 2003